# Чјерни Балог
Чјерни Балог (слч. Čierny Balog) насељено је мјесто са административним статусом сеоске општине (слч. obec) у округу Брезно, у Банскобистричком крају, Словачка Република.

## Становништво
| Година:    | 1994. | 2004.   | 2014.   | 2024.   |
| ---------- | ----- | ------- | ------- | ------- |
| Број људи: | 5109  | 5155    | 5185    | 4916    |
| Разлика:   |       | +0,90 % | +0,58 % | -5,18 % |

| Година:    | 2023. | 2024.   |
| ---------- | ----- | ------- |
| Број људи: | 4947  | 4916    |
| Разлика:   |       | -0,62 % |

Према подацима о броју становника из 2011. године насеље је имало 5.234 становника.